# Bahretal

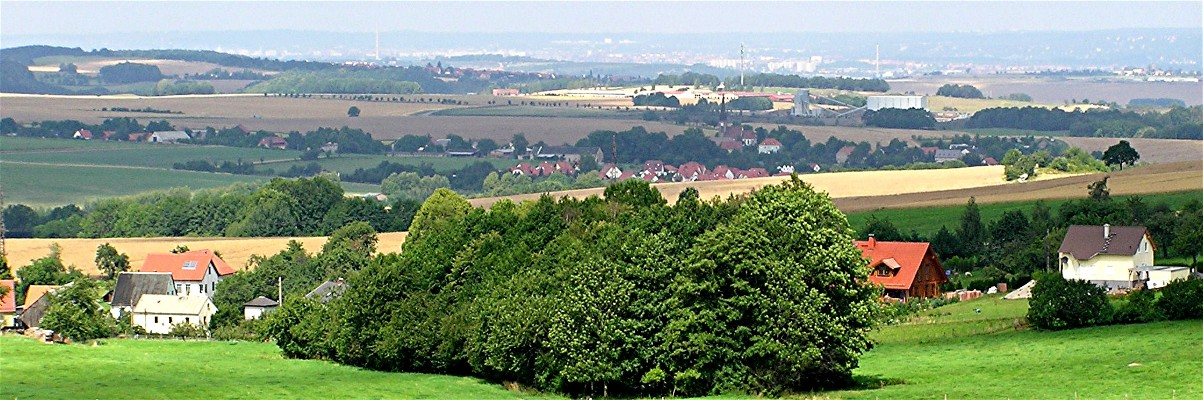
Blick über Gersdorf nach Friedrichswalde. Ganz im Hintergrund ist das Elbtal zwischen Dresden (links) und Pirna (rechts) zu erkennen.

Die Gemeinde Bahretal im sächsischen Landkreis Sächsische Schweiz-Osterzgebirge liegt südlich von Pirna. Sie erstreckt sich über die Nordabdachung des östlichen Erzgebirges, das Elbtalschiefergebiet zwischen Gottleuba und Dohna. Mit ihren Nachbarstädten Liebstadt und Bad Gottleuba-Berggießhübel ging sie im Jahr 2000 die Verwaltungsgemeinschaft Bad Gottleuba-Berggießhübel ein.

## Geographie

### Landschaft
Die Gemeinde ist durch eine hügelige Mittelgebirgslandschaft geprägt. Die Dörfer sind als Reihendörfer in hoch- und spätmittelalterlichen Rodungsgebieten (Waldhufenflur) entstanden (mit der Ausnahme von Niederseidewitz, das zum Teil ein erweiterter Rundling in einer Blockflur ist) und liegen zwischen 240 und 370 m ü. NN in den Tälern der Bahre und Seidewitz sowie auf den Höhen dazwischen. Einige markante Erhebungen auf dem Gemeindegebiet sind die Berge Schärfling (418 m ü. NN), Herbstberg (442 m ü. NN), Roter Berg (428 m ü. NN), Mühlberg (339 m ü. NN) und Bahreberg (295 m ü. NN).

### Lage
Das Flüsschen Bahre, welches als Bahrebach etwa 1,5 km nördlich des Ortes Breitenau (Stadt Bad Gottleuba-Berggießhübel) bei 505 m ü. NN entspringt und bei Gersdorf durch drei weitere Quellbäche (Gersdorfer Bach, Wingendorfer Bach und Bornaer Bach) gespeist wird, durchzieht die Gemeinde. Zwischen den Ortsteilen Borna-Gersdorf und Friedrichswalde-Ottendorf wurde 1970 ein Rückhaltebecken fertiggestellt, das nach dem Hochwasser der osterzgebirgischen Flüsse (Gottleuba, Bahre, Seidewitz, Müglitz) 1957 geplant wurde.
Durch die Ortsteile Nentmannsdorf und Niederseidewitz fließt auch die Seidewitz, die kurz hinter Zuschendorf die Bahre in sich aufnimmt und in Pirna in Höhe des Senioren- und Pflegeheims an der Einsteinstraße in die Gottleuba fließt, die wiederum kurz darauf in die Elbe mündet.

### Gemeindegliederung
Bahretal besteht aus den acht Ortsteilen Borna, Friedrichswalde, Gersdorf, Göppersdorf, Nentmannsdorf, Niederseidewitz (auch: Seidewitz; mit Oberseidewitz und Zwirtzschkau), Ottendorf und Wingendorf.

## Geschichte

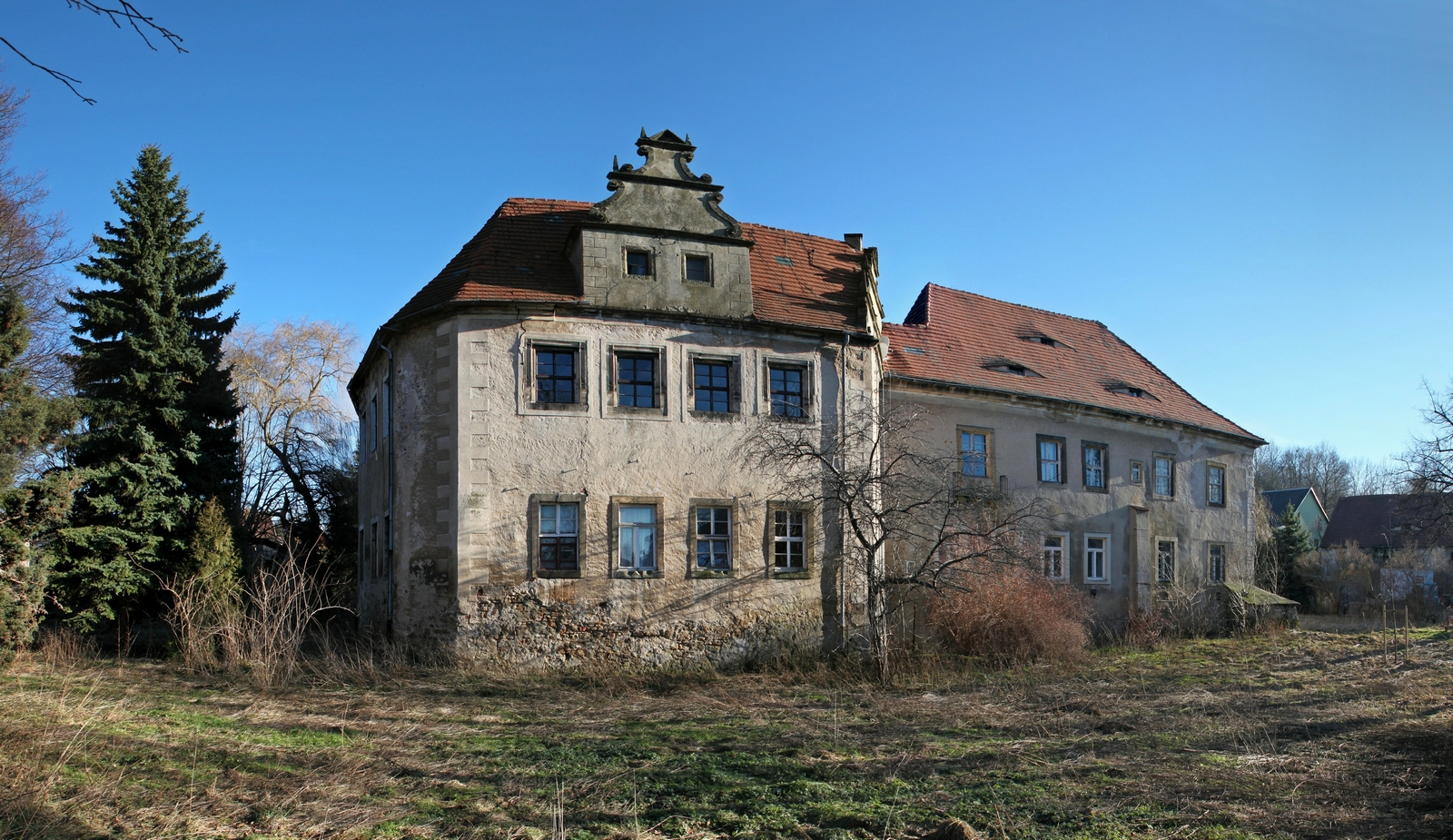
Blick auf Schloss Ottendorf. Das Schloss bildete den frühen Herrschaftsmittelpunkt im heutigen Gemeindegebiet von Bahretal.

Die Entwicklung der Orte im Mittelalter (etwa ab 1300) wurde wesentlich durch die Familien von Bünau auf Liebstadt und Weesenstein und von Bernstein, von Lindenau und von Carlowitz in Ottendorf geprägt. Sie wurden hauptsächlich über das Schloss Ottendorf (erbaut im 16./17. Jahrhundert) sowie das Rittergut Gersdorf verwaltet.

### Entstehung und Namensgebung
Gersdorf wurde erstmals 1299 als Gerhardisdorf urkundlich erwähnt. Der Name stammt von einem Lokator (Locator, lateinisch so viel wie Verpächter, Vermieter), der die Besiedlung im Auftrag der zuständigen Feudalherren (wahrscheinlich aus Liebstadt oder Pirna) organisierte und Siedler anwarb. Ähnliches trifft auf die Ortsnamen von Ottendorf, Friedrichswalde und Göppersdorf zu. In der genannten Urkunde wurde auch der heutige Ortsteil Gabel als Villa Gabele erwähnt. Der Name stammt vermutlich vom slawischen Jablonne und bedeutet so viel wie „Apfelbaumort“.
Der Name Bornas leitet sich vom wendischen Borne ab, was „Lehmbach“ oder „Lehmfeld“ bedeutet. Seine erstmalige Erwähnung stammt aus dem Jahre 1388.
1311 wurden Friedrichswalde sowie seine Kirche erstmals urkundlich bezeugt. Seine Gründung führen Historiker auf Friedrich von Karaz zurück, der zwischen 1206 und 1220 mehrfach in Urkunden genannt wurde.
Wie alle Dörfer der Region wurden auch Göppersdorf und Wingendorf (auch Groß- und Kleingöppersdorf) durch fränkische und thüringische Bauern besiedelt. Das „große und cleyne“ Gotfridersdorf (wiederum der Name eines Lokators Gottfrid) wurde erstmals um 1437 urkundlich erwähnt. Seit dem 16. Jahrhundert schreibt sich der Ort Göppersdorf. Die Waldhufendörfer gehörten bis 1855 zur Herrschaft Liebstadt. 1486 heißt es erstmals „im dorffe zcu Wenigißdorff, kleyne Gopperßdorff genannt“. Über Namensformen wie „Weinigsdorff“, „Wiengendorff“, „Windtorff“ und „Wittichendorff“ erhielt der Ortsteil 1557 den endgültigen Namen Wingendorf.
Der Name von Nentmannsdorf ist sächsisch und leitet sich vom Namen Nantwin (althochdeutsch so viel wie „nantha“ = wagemutig oder kühn, „wini“ = Freund), der wahrscheinlich auch als Heiliger verehrt wurde, ab. Die erste Erwähnung findet sich 1338. die von Niederseidewitz im Jahr 1411. Zu Nentmannsdorf wird auch der Laurich (früher ein Gasthof) gerechnet. Zu Niederseidewitz gehören die Siedlungsbereiche Eulmühle und Zwirtzschkau.
Ottendorf wurde 1299 erstmals erwähnt. Wahrscheinlich fällt die erste urkundliche Erwähnung sogar auf 1294, denn die Urkunde zeigt zwar 1344 als Datum, die handelnden Personen verweisen aber auf das Jahr 1294. Gegründet wurde das Dorf wohl von Otto von Donin, was somit zu Beginn des 13. Jahrhunderts erfolgt sein könnte.
Der Name variiert in der Folgezeit nur wenig: Othendorff und Ottindorff.

### Historische Besitzverhältnisse, Gerichts- und Schankwesen sowie Parochie

#### Borna

Gesamtansicht von Borna um 1860

In der Entstehungszeit gehörte das Dorf wahrscheinlich zunächst zur Burg Dohna, gelangte aber im Ergebnis der Dohnaischen Fehde zu Weesenstein. 1406 wurde es in einem Lehnbrief des Günther von Bünau auf Weesenstein erwähnt. Einige Jahre später (1455) wurde es im Gesamtlehnbrief derer von Bünau für Liebstadt erwähnt. Dies wurde auch in weiteren Lehnbriefen bis 1554 immer wieder bestätigt. Danach wechselten die Besitzer mehrfach. Der Ort wird als Pfandobjekt eingesetzt oder verkauft. Er gehörte in den Folgejahren den Besitzern (von Bernstein, von Bünau, von Reichenbach, von Metzsch, von Wolffersdorff, von Leyser, von Carlowitz) der umliegenden Schlösser in Liebstadt, Weesenstein, der Rittergüter in Gersdorf, Ottendorf, Krebs oder Giesenstein. 1731 befand es sich sogar im Besitz des Grafen Moritz von Sachsen. Seit dem 17. Jahrhundert ist in Borna auch ein Richtergut (Erb- und Lehngericht) nachweisbar. Seit 1507 unterlag Borna auch dem Liebstädter Bier- und Salzzwang (gemäß einem Vergleich der Städte Lauenstein und Liebstadt von 1494). Allerdings wird bereits zwei Jahre später mit Rücksicht auf Klagen des Rates zu Pirna angewiesen, dass die zu Liebstadt gehörenden Dörfer ihr Bier auch in Pirna kaufen dürfen. Der Vergleich von 1494 wird noch bis in das 18. Jahrhundert hinein immer wieder bestätigt. Die Kirche wird wie der Ort bereits 1388 in einer Urkunde der Dohnaer Burggrafen erwähnt. Vermutlich war sie zu dieser Zeit selbstständig. Später (1495) gehörte sie zu Pirna und zum Archidiakonat Nisan. Mit der Reformation, hier 1539 eingeführt, kommt die Bornaer Kirche zu Liebstadt. Als Pfarrhaus diente das Diakonat in Liebstadt. Allerdings bekam Borna 1894 ein eigenes Standesamt.

#### Friedrichswalde

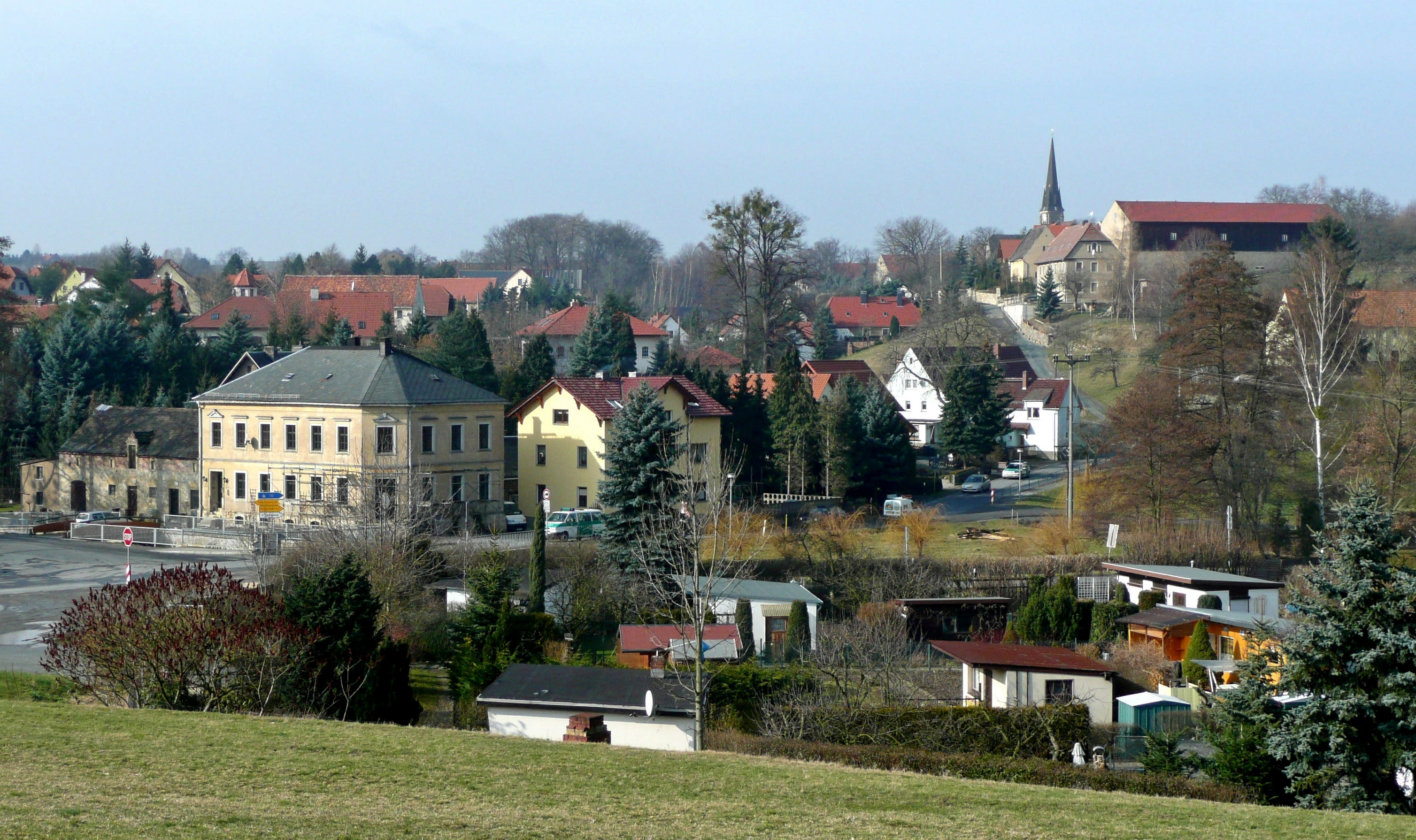
Blick auf Friedrichswalde

Der Ort gehörte, soweit Urkunden vorliegen, zur Herrschaft Weesenstein. 1553 wurden Zwistigkeiten wegen des Bierschankes im Ort zwischen Weesenstein und dem Rat zu Pirna beigelegt. 1649 wurde der Besitzer des Friedrichswälder Lehngerichtes salzschankberechtigt. Trotz des Pirnaer Bierzwanges wurde um 1699 in Friedrichswalde Weesensteiner Bier ausgeschenkt. 1816 bekam das Erblehngericht das Recht zur Einkehr, des Schlachtens, Backens, Handelns, des Branntweinbrennens und -verkaufs sowie des Bierschanks mit beliebigen Bezugsort. Die Kirche wurde wie der Ort 1311 erstmals urkundlich erwähnt. Wie Borna gehörte sie 1495 zu Pirna und zum Archidiakonat Nisan. Seit 1501 wurden Teile von Niederseidewitz nach Friedrichswalde gepfarrt. Von 1640 bis 1644 wurde die Friedrichswälder Kirche mangels eines Pfarrers von Ottendorf aus verwaltet.

#### Gersdorf

Rittergut Gersdorf um 1860

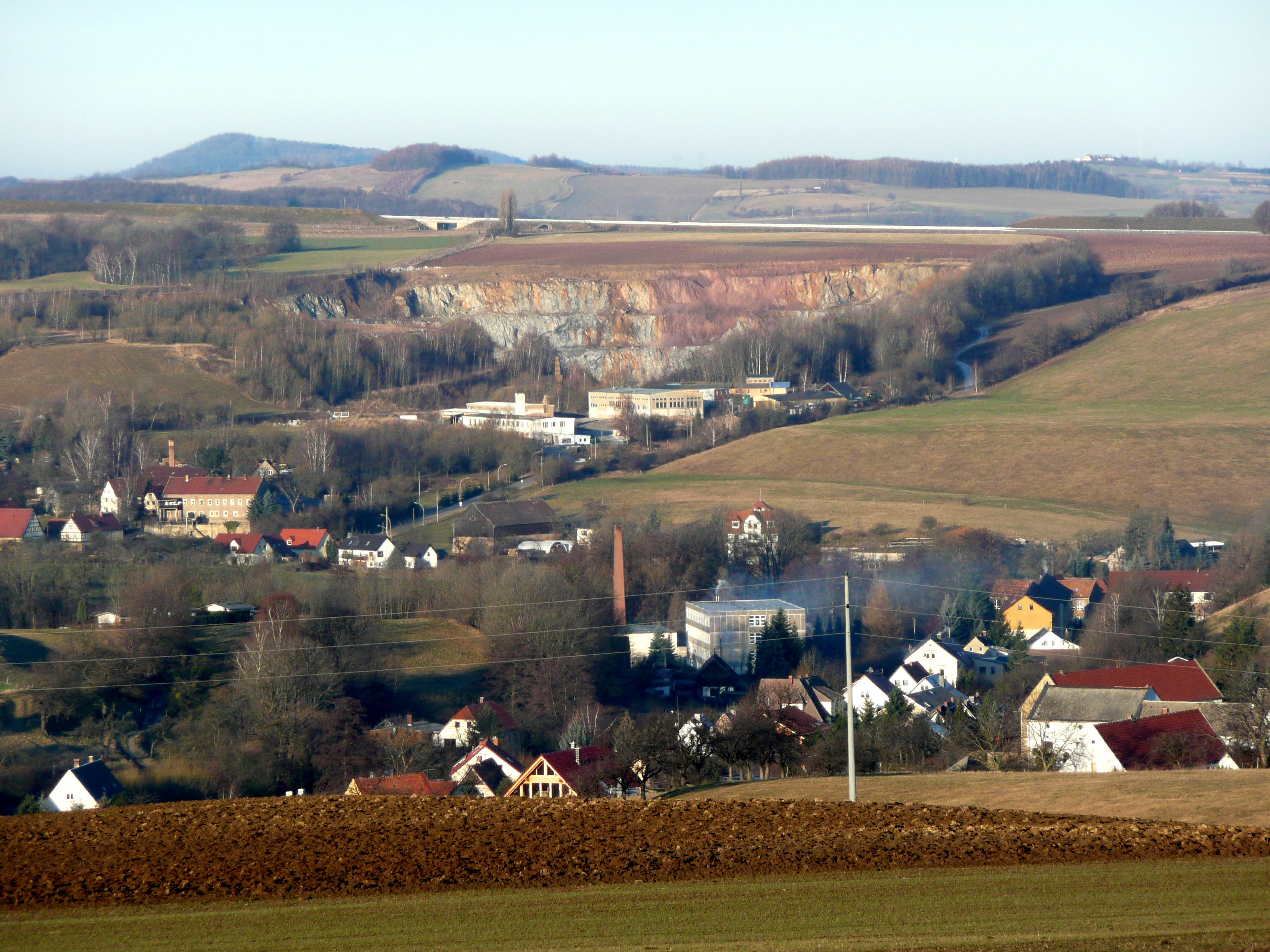
Blick auf Gersdorf und den stillgelegten Kalksteinbruch Borna

Gersdorf teilte sich bis ins 17. Jahrhundert in Obergersdorf oder Gabel und Niedergersdorf. Dabei diente Niedergersdorf in den ersten urkundlichen Erwähnungen lediglich der Lagebeschreibung des Dorfes Gabel. Beide Dörfer gehörten zu dieser Zeit offensichtlich zur Landgerichtsbarkeit der Dresdner Pflege (Ende 13. und Anfang des 14. Jahrhunderts unter der Herrschaft von Markgraf Friedrich von Dresden). Im Jahre 1304 wurden Gersdorf und Ottendorf ausdrücklich aus der Belehnung der Burggrafen zu Dohna mit der Dresdner Pflege herausgenommen. Mit Einschränkung der burggräflichen Rechte gehören beide Dörfer aber laut Zinsregister von 1378 schließlich doch zu Dohna.
Mit dem Ausgang der Dohnaischen Fehde dürfte der Besitz der beiden Dörfer wieder an den Markgrafen gefallen sein. In den Folgejahren wurden verschiedene Einzelpersonen mit einzelnen Gütern, Personen oder Dingen belehnt (zum Beispiel die Familie von Bernstein auf Ottendorf oder von Nebelschütz). Weiterer Besitz lag offensichtlich auch bei zwei in Niedergersdorf ansässigen Adelsfamilien. Eine war wahrscheinlich die Familie von Körbitz („de Gurbewicz“, „von Gorwicz“), als Besitzer des Vorwerks, das später zum Rittergut ausgebaut wurde. Die andere war wahrscheinlich die Familie von Wurgwitz als Besitzer des Niedervorwerks.
1473 fiel das Vorwerk durch Verkauf an einen Heintzen von Rottwerndorff unter Mitbelehnung von Hans und Georg von Rottwerndorff. 1578 besaß die Familie von Bünau auf Liebstadt ganz Gersdorf. 1639 wurde Gersdorf an den Obersten Ludwig von Kahlen verkauft, 1657 gehörte es Bernhard Adolph von Meczsch, 1734 befand es sich im Besitz des Grafen Moritz von Sachsen und 1752 im Besitz der Familie von Leyser. Nach Klara Auguste von Ponikau (1784) wurde der Generalleutnant von Leyser Besitzer (noch 1840 nachweisbar), der das Rittergut ausbaute, die Gersdorfer Ruine bauen ließ und einiges für die wirtschaftliche Entwicklung des Dorfes tat (Musterwirtschaft, Edel-Schäferei, Gartenbau). Gersdorf hat nie über eine eigene Kirche verfügt und wurde seit alters nach Ottendorf gepfarrt. Über die Gerichtsbarkeit gibt es bis auf die Erwähnung eines Richters im Jahre 1788 keine gesicherten Angaben. Im Erbgang gelangte das Rittergut Gersdorf in den Besitz der Familie von Rayski und von dieser in den der Grafen von Breßler. Der kaiserlich-deutsche Diplomat Joachim Graf von Breßler-Rayski Freiherr von Apel (1873–1916) war der letzte Majoratsherr auf Gersdorf. Seine Stiefmutter Hedwig-Huberta Gräfin von Breßler geborene Gräfin von Matuschka wurde als letzte Eigentümerin des Rittergutes im Herbst 1945 entschädigungslos enteignet.
Das Gersdorfer Schloss wurde in der Folgezeit nach dem Befehl der Sowjetischen Militäradministration aus dem Jahr 1947 – neben 120 weiteren Schlössern und Herrenhäusern in Sachsen – abgebrochen.

#### Göppersdorf und Wingendorf

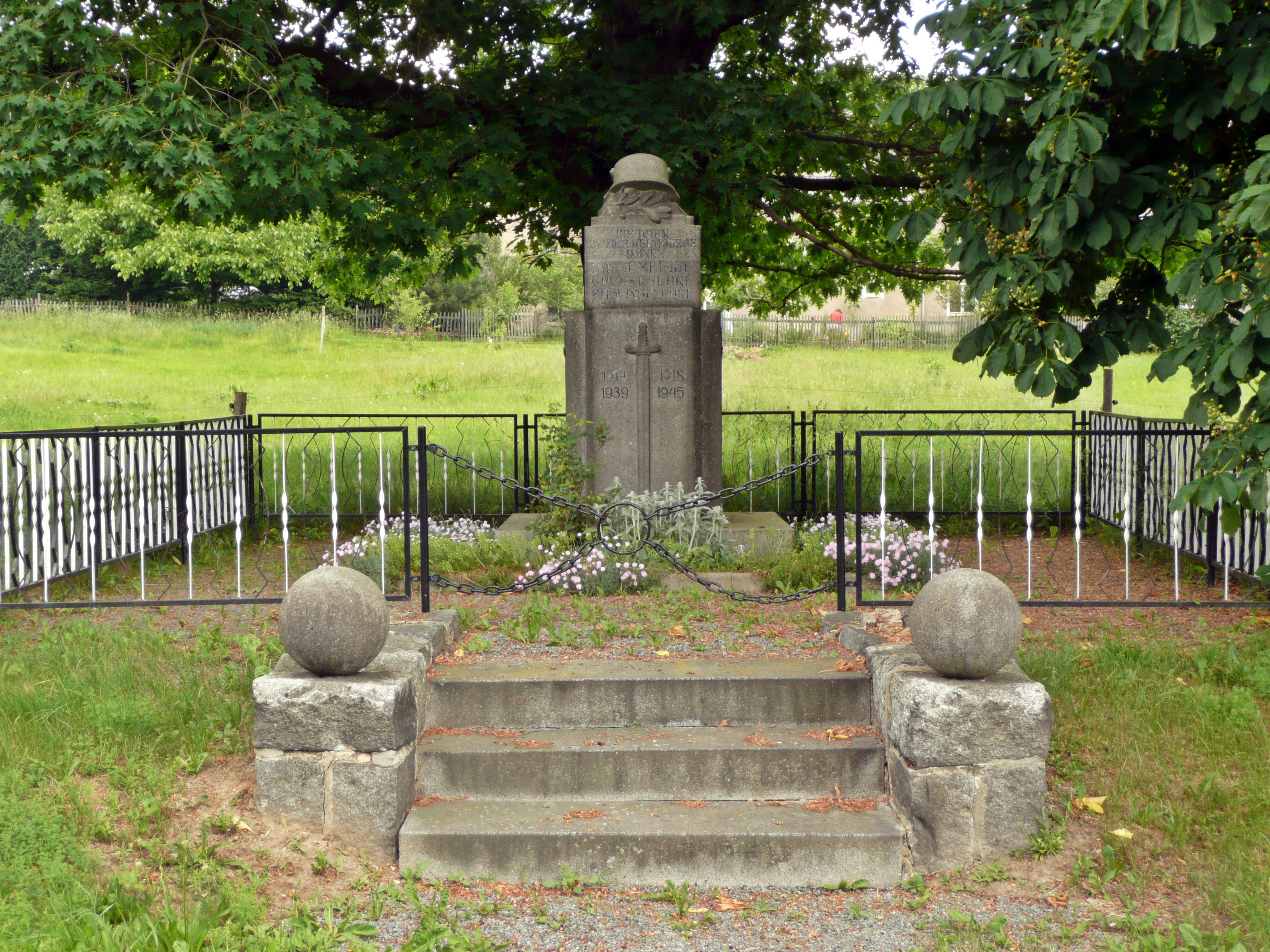
Weltkriegsehrenmal in Göppersdorf

Göppersdorf ist ein 1437 erstmals als Gotfridestorf erwähntes Waldhufendorf, welches sich in einem Seitental des Wingendorfer Baches auf 340–400 m Höhe befindet. Der Name leitet sich wahrscheinlich von einem Gottfried genannten Lokator ab. Auch Wingendorf wurde 1437 als vorwiegend am rechten Ufer des Wingendorfer Baches liegendes kleinen Gotfridsdorf erwähnt. Der Name geht auf die unmittelbare Nachbarschaft zu Göppersdorf zurück. 1470 wurde der Ort als Weingendorf (mundartlich weng/wing = wenig) bezeichnet.
Göppersdorf und Wingendorf gehörten zunächst der Familie von Bernstein zu Ottendorf. 1447 erfolgte der Verkauf an Elizabeth von Cziko(w), die ebenfalls eine Geborene von Bernstein war. Mitbelehnt wurden ihre Brüder und Vetter. Bereits 1455 erschienen die Dörfer im Besitz von Liebstadt (Gesamtlehnbrief derer von Bünau). Allerdings verblieb offensichtlich ein Teil von Wingendorf bei der Familie von Bernstein.
Kirchlich gehörten die Dörfer ebenfalls zu Liebstadt. Bereits zur Reformationszeit wurden beide Orte dahin gepfarrt.
Das Richtergut (Kretschmar) wurde gelegentlich im Zusammenhang mit der Nennung eines Richters und seiner Besteuerung (erstmals 1661) erwähnt. Beide Dörfer gehören mit Ober- und Erbgerichten bis zur Aufhebung der Patrimonialgerichtsbarkeit durch die Reichsjustizgesetze 1877 zur Gerichtsbarkeit des Liebstädter Rittergutes.

#### Nentmannsdorf
Nentmannsdorf wurde in seinen ersten urkundlichen Erwähnungen (1417) als zur Herrschaft Wehlen zugehörig bezeichnet. In den Lehnbriefen wurde diese Zugehörigkeit 1515 bestätigt. Allerdings gehörten die Vasallen von Nentmannsdorf bereits zur Pflege Dohna (1445, 1458) bzw. zum Amt Pirna (1548). Später wurden einzelne Güter oder Rechte an verschiedene Besitzer vergeben (von Wurgwitz, Nebelschitz, von Rottwerndorf, von Bernstein und von Bünau). 1586 erhielt Hans von Lindenau zu Ottendorf das Dorf einschließlich des Kalksteinbergwerks. Es verblieb in Ottendorf bis zur Aufhebung der Patrimonialgerichtsbarkeit.
Das Richtergut wurde 1472 als zu von Wurgwitz gehörig bezeichnet. 1484 wurde Hans von Bernstein „mit eynem halben gericht“ belehnt. Nentmannsdorf unterstand noch 1699 dem Pirnaer Bierzwang, hat sich aber nicht daran gehalten.
Nentmannsdorf wurde 1501 und 1548 nach Liebstadt gepfarrt, nach 1617 wahrscheinlich, ab 1634 sicher nach Burkhardswalde.

#### Seidewitz (Nieder- und Oberseidewitz, Zwirtzschkau)

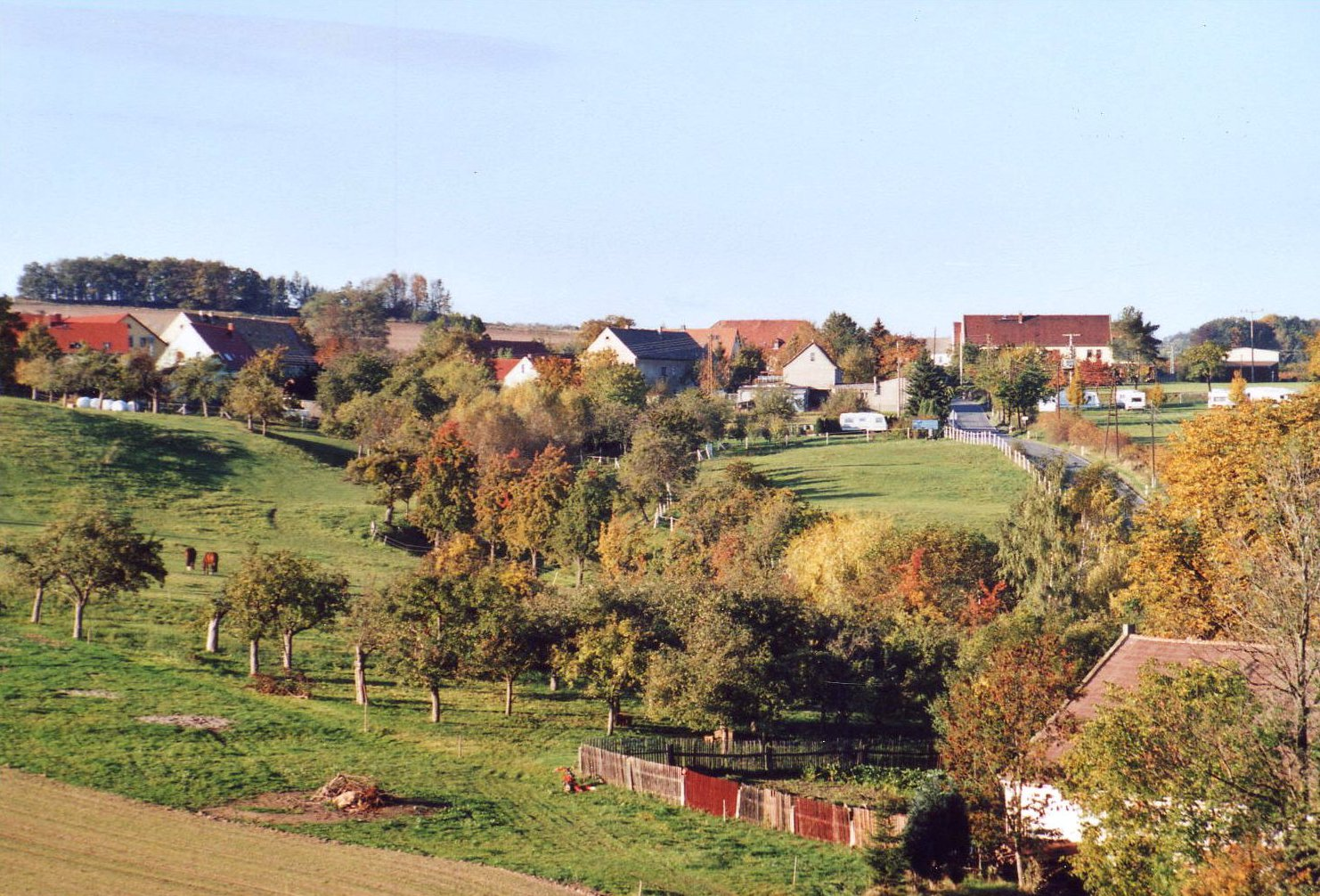
Blick auf Niederseidewitz

Die Güter gehörten in der Entstehungszeit verschiedenen Besitzern (von Torgaw, von Biberach, von Gorwicz, von Mogelin, von Karlewitz, von Worgewitz). 1501 und 1542 wurde auch die Familie von Bünau (Weesenstein) als Besitzer genannt. Aber auch unter dieser Herrschaft wurden verschiedene Dienste (zum Beispiel Pflugdienste, Geschirrdienste), Zinsen und Ähnliches anderen Orten oder Personen zugewiesen. 1724 wurden Nieder- und Oberseidewitz dem Bünauischen Rittergut Meusegast zugeordnet. 1733 gehörten sie wieder zu Weesenstein.
1501 wurden Niederseidewitz nach Friedrichswalde und Oberseidewitz nach Dohna gepfarrt. 1539 gehörten beide Orte zur Parochie Friedrichswalde.

#### Ottendorf
1304 belehnte Markgraf Friedrich den Burggrafen Otto von Dohna mit der Landgerichtsbarkeit bis zur Lockwitz, behielt sich aber die Gerichtsbarkeit über Ottendorf und Gersdorf ausdrücklich vor.

Schloss Ottendorf

1400 verlieh der Landesherr den Ottendorfer Sitz und das Vorwerk an Barbara von Sullwitz. 1412 wurden schließlich etliche Mitglieder der Familie Karas und von Torgaw mit Ottendorf belehnt. 1445 befand sich das Dorf im Besitz der Familie von Bernstein. Kurzzeitig verschwanden die Bernsteins aus den Akten, tauchten aber 1529 wieder auf. Wegen hoher Schulden mussten sie das Gut schließlich einem Schwager (Dedo Rauchhaubt) 1582 verkaufen. Dieser veräußerte es bereits ein Jahr später an Thamme von Sebottendorff zu Rottwerndorff. Schließlich kam Ottendorf 1586 in den Besitz von Hans von Lindenau. Die Familie von Lindenau verkaufte 1598 an Rudolf von Bünau zu Weesenstein. Nach seinem Tode (1661) wurden der kursächsische Minister Sebastian Hildebrand von Metzsch und Albrecht Christian von Kromsdorf als Besitzer geführt. 1681 tauchte erstmals von Carlowitz (zunächst als Pächter) auf. 1682 bis 1709 wurde schließlich Georg Heinrich von Carlowitz als Lehns- und Gerichtsherr zu Ottendorf genannt. Ottendorf blieb bis 1945 im Besitz der Familie von Carlowitz.
Das Richteramt zu Ottendorf war walzend, d. h. der Erbherr konnte einen Einwohner des Ortes damit beauftragen oder es wieder von ihm nehmen.
Das Kirchlehen wurde erstmals 1447 erwähnt. Die Kirche wurde 1522 bis 1524 renoviert. 1698 wurde das Schiff gewölbt und 1900 fand ein weiterer größerer Umbau statt. Der immer noch genutzte Friedhof wurde 1885 mit einer Totenhalle angelegt. Zur Kirchgemeinde zählten Ottendorf, Gersdorf und Dohma.

### Geschichtliche und wirtschaftliche Entwicklung bis 1945
In Borna wurde seit 1551 Kalksteinabbau betrieben. 1713 lieferte Borna den Marmor für den Plattenbelag in der alten Katholischen Hofkirche Dresden. Durch die Kalkbrüche im Elbtalschiefergebirge erlangten die Bornaer einen gewissen Wohlstand.
Wie in Borna wurde auch in Nentmannsdorf seit 1586 Kalkstein abgebaut (noch im 21. Jahrhundert baut die Sächsische Baustoffunion SBU Dresden Amphibolit im Hartsteinwerk Nentmannsdorf im Seidewitztal ab und ProStein gewinnt in Friedrichswalde Diabas). Der Bergbau verhalf auch den Nentmannsdorfern zu einigem Wohlstand. Der Untertageabbau erlebte um 1878 mit dem Bau der Talstraße von Pirna nach Liebstadt noch einmal einen kräftigen Aufschwung. In den 1960er Jahren wurden die Brüche aus Rentabilitätsgründen stillgelegt.
Die Lage an der Alten Dresden Teplitzer Poststraße führte zu kriegerischen Auseinandersetzungen mit marodierenden Truppen im Dreißigjährigen und im Siebenjährigen Krieg sowie besonders während des Napoleonischen Krieges 1813 (hier lieferten sich Russen und Franzosen auch in den Nentmannsdorfer Kalkbrüchen blutige Gefechte, von dem noch die Napoleonschanze bei Herbergen zeugt), Not und Elend über die Bewohner der Region.
1877 wurde die Freiwillige Feuerwehr Gersdorf gegründet; sie sorgt seitdem für den Brandschutz und die allgemeine Hilfe. Ihre Feuertaufe musste sie bereits ein Jahr nach der Gründung bestehen. Sie löschte vier brennende Wohnhäuser in Berggießhübel und ging als „Retter von Berggießhübel“ in die dortige Stadtgeschichte ein.
Auch in Gersdorf selbst hatte sie Bewährungsproben zu bestehen: zum Beispiel beim Brand des Rittergutes am 19. Juli 1888, zu dem sie vormittags um 10:45 Uhr alarmiert wurde, doch ein Sturm führte dazu, dass trotz energischen Eingreifens 13 Häuser den Flammen zum Opfer fielen.
Das Hochwasser im Jahr 1927, als das 50-jährige Feuerwehrjubiläum gefeiert werden sollte, war eine weitere Bewährungsprobe. Das für den 28. August 1927 geplante Jubiläumsfest musste ausfallen und wurde am 28. und 29. Februar 1928 nachgeholt. Die Hochwasserschäden waren immens, der Pirnaer Anzeiger berichtete über „beträchtliche Wald- und Flurschäden“.

### Geschichtlicher Überblick nach 1945
1955 brannte der Turm des Rittergutes Gersdorf ab, so dass die Gesamtansicht des Ortes eine deutliche Veränderung erfuhr.
Wegen ihrer Nähe zur tschechoslowakischen Grenze waren die Dörfer 1968 durch den Truppenaufmarsch der Roten Armee stark betroffen. Starke Panzerverbände blockierten während des Prager Frühlings die Straßen der Region.
1970 und 1973 erfolgten erste Zusammenlegungen der Dörfer zu den Gemeinden Friedrichswalde-Ottendorf, Nentmannsdorf-Niederseidewitz und Borna-Gersdorf.
Als nach der Wende der Freistaat Sachsen neu entstanden war, folgte 1994 eine Gemeindegebietsreform, nach welcher diese Gemeinden sowie Göppersdorf und Wingendorf zur Gemeinde Bahretal zusammengelegt wurden. Im Jahr 2000 haben sich die Städte Bad Gottleuba-Berggießhübel und Liebstadt mit der Gemeinde Bahretal zu einer Verwaltungsgemeinschaft zusammengeschlossen mit Bad Gottleuba-Berggießhübel als erfüllender Gemeinde.
Die Gemeinde, die sich über die Täler der Bahre und Seidewitz erstreckt, hatte beim Hochwasser im Sommer 2002 starke Schäden genommen. Besonders betroffen war die Infrastruktur der Gemeinde, insbesondere Straßen und Brücken. Allein im Tal der Bahre mussten fünf Brücken neu gebaut bzw. saniert werden. Dazu kamen umfangreiche Arbeiten zur Sanierung der Flussläufe, ihrer Stützmauern und der Straßen. Mit der Sanierung der Dorfstraße in Borna wurden diese Arbeiten zum größten Teil Ende 2004 abgeschlossen. Insgesamt summierten sich die Schäden in der Gemeinde auf etwa 10 Millionen Euro.

## Religion
28 % der Einwohner sind evangelisch, 2 % katholisch. Auf evangelisch-lutherischer Seite ist die Kirchgemeinde Liebstadt-Ottendorf der sächsischen Landeskirche zuständig, auf katholischer Seite die Pfarrei St. Heinrich und St. Kunigunde in Pirna, Bistum Dresden-Meißen.

## Politik

### Gemeinderat
Seit der Gemeinderatswahl am 9. Juni 2024 verteilen sich die 14 Sitze des Gemeinderates folgendermaßen auf die einzelnen Gruppierungen:
- Wählerinitiative Bahretal (WIB): 14 Sitze, Stimmenanteil 99,8 %
- Einzelvorschläge: 0,2 %

| Liste                     | 2024   | 2024   | 2019       | 2019       | 2014       | 2014       |
| Liste                     | Sitze  | in %   | Sitze      | in %       | Sitze      | in %       |
| ------------------------- | ------ | ------ | ---------- | ---------- | ---------- | ---------- |
| Wählerinitiative Bahretal | 14     | 99,8   | 12         | 82,0       | 12         | 80,4       |
| Einzelvorschläge          | –      | 0,2    | unzulässig | unzulässig | unzulässig | unzulässig |
| FWB                       | –      | –      | 2          | 18,0       | –          | –          |
| Linke                     | –      | –      | –          | –          | 2          | 19,6       |
| Wahlbeteiligung           | 73,6 % | 73,6 % | 71,2 %     | 71,2 %     | 50,8 %     | 50,8 %     |

### Bürgermeister
Bürgermeister ist seit 2021 Ronny Schietzold.
| Wahl | Bürgermeister      | Vorschlag | Wahlergebnis (in %) |
| ---- | ------------------ | --------- | ------------------- |
| 2021 | Ronny Schietzold   | WIB       | 97,4                |
| 2014 | Brigitte Kolba     | Kolba     | 98,3                |
| 2007 | Brigitte Kolba     | WIB       | 96,9                |
| […]  |                    |           |                     |
| 1994 | Siegfried Pietzsch | FW        | 49,1                |

## Kultur, Sport und Bildung
- siehe auch: Liste der Kulturdenkmale in Bahretal

### Sehenswürdigkeiten
Die Gemeinde Bahretal verfügt über drei Kirchen in den Ortsteilen Ottendorf, Friedrichswalde und Borna.

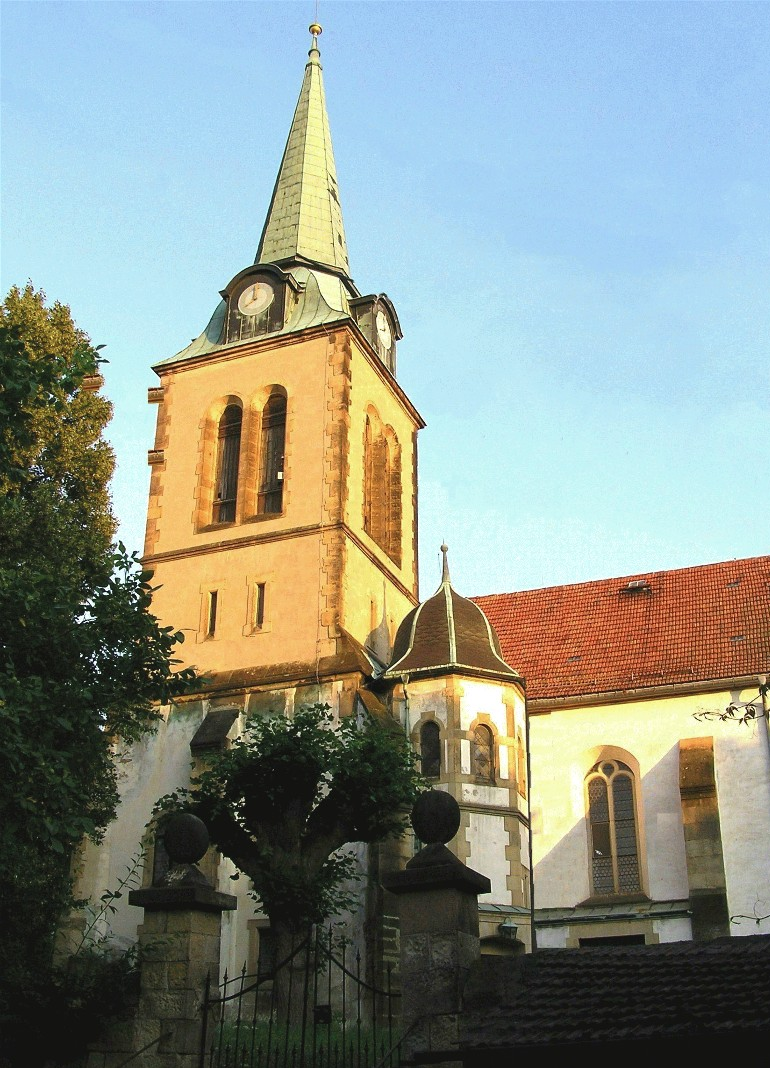
Kirche zu Ottendorf

Die Kirche in Ottendorf ist romanischen Ursprungs und damit die älteste in der Gemeinde. Im 14. Jahrhundert wurde sie gotisch erneuert. Besonders sehenswert sind Fresken im Chorraum mit Abbildungen der Apostel und Evangelisten, die um 1500 entstanden sind, aber erst in letzter Zeit wiederentdeckt wurden.
Eng verbunden ist die Geschichte der Kirche mit den Besitzern des Ottendorfer Schlosses. Hans von Lindenau stiftete der Kirche 1591 eine komplette Innenausstattung. Besonders beeindruckend ist der geschnitzte, dreigeschossige Renaissancealtar von Franz Dittrich d. Ä. sowie das Porträt des Stifters, eine Arbeit von Lucas Cranach d. J. Später wurde die Kirche die Grablege der Familie von Carlowitz. Davon zeugen zahlreiche Epitaphien im Chorraum und Kirchenschiff.

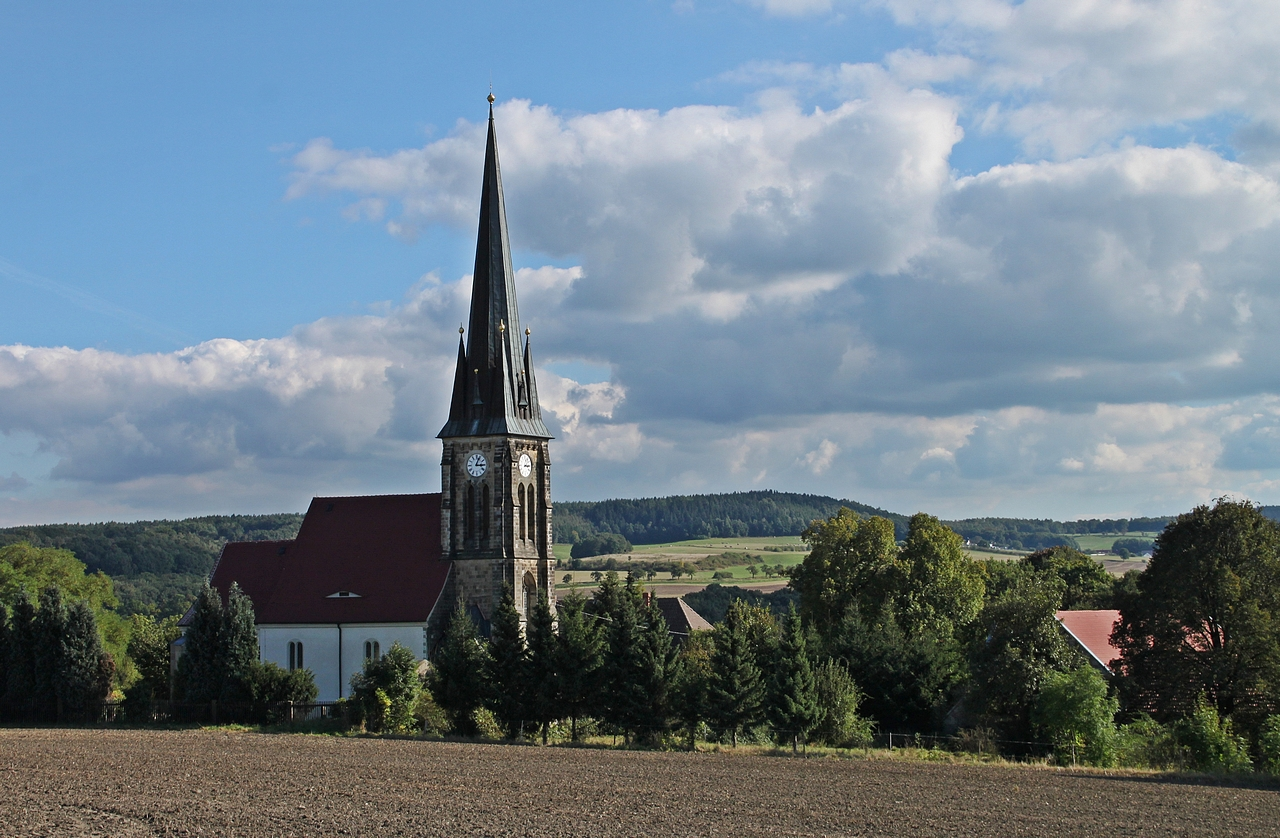
Kirche von Friedrichswalde

Der Kirchenbau in Friedrichswalde geht auf das Jahr 1647 zurück. Im Dreißigjährigen Krieg mussten der Ort Friedrichswalde und auch die Kirche schwere Verwüstungen hinnehmen. Aus den Trümmern erstand ein neues Kirchengebäude. Der Turm und der Westgiebel kamen Ende des 19. Jahrhunderts hinzu, und die Innenausstattung wurde dem Zeitgeschmack angepasst und neogotisch erneuert. Zu den Gottesdiensten erklingt eine Orgel der Gebrüder Jehmlich, gebaut 1905.

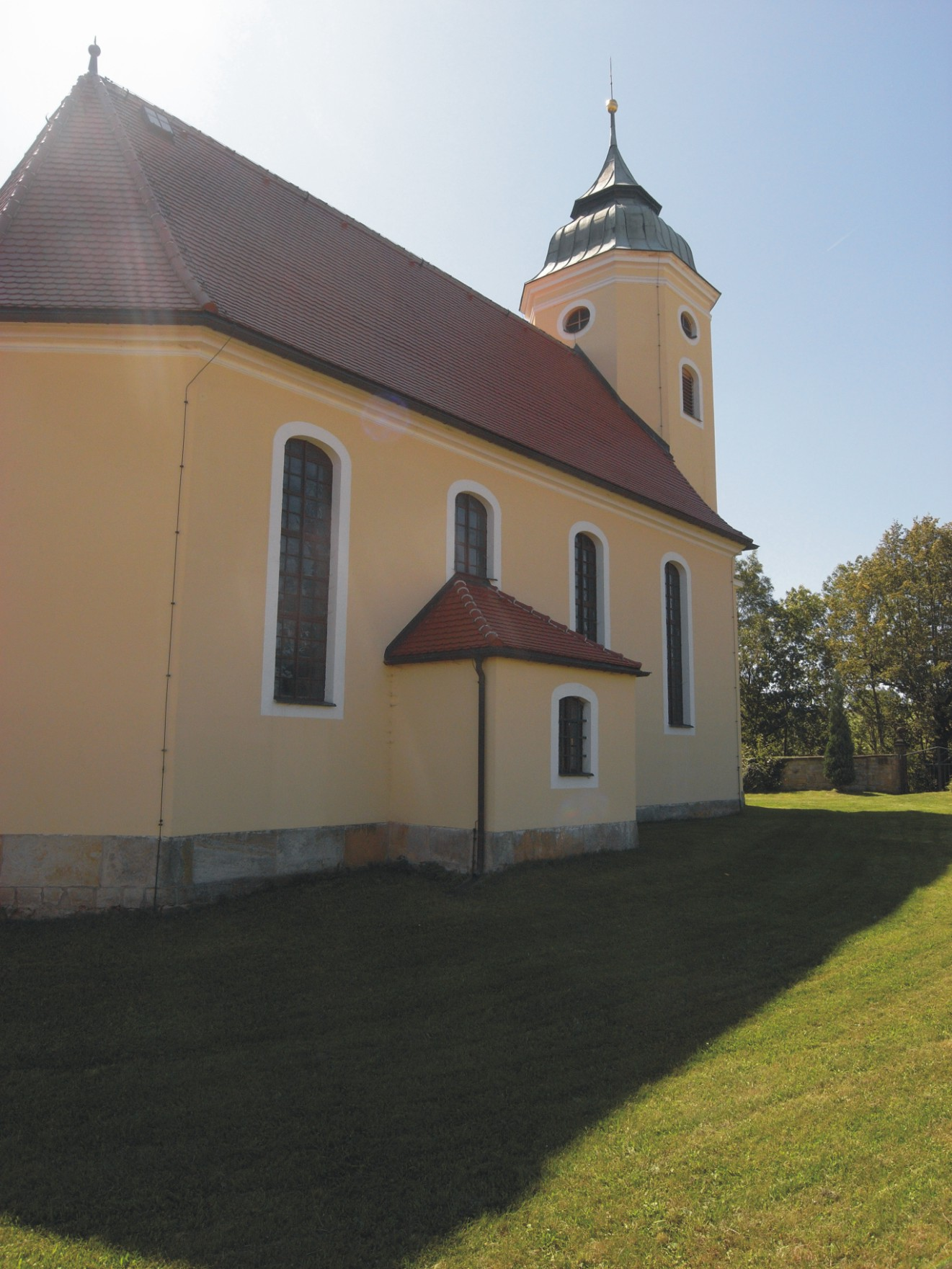
Kirche zu Borna

Die Kirche in Borna wurde erstmals im 14. Jahrhundert erwähnt. Damals war sie eine Kapelle für die Bergleute. 1752 musste sie wegen Baufälligkeit abgerissen werden. Bereits ein Jahr später weihten die Dorfbewohner an gleicher Stelle den Neubau mit schlichtem Äußerem ein. Er sitzt weithin sichtbar auf einem Hügel.
Umso bemerkenswerter ist die Innenausstattung mit dem spätbarocken Ädikula-Kanzelaltar (1756), ein Werk des Dresdner Hofmarmorierers Andrea Salvatore Aglio. Der Marmor stammt aus den Bornaer Brüchen. Der Altar ist ein Geschenk an die Bornaer – als Gegenleistungen für Marmorlieferungen an den Dresdner Hof. Die Orgel stammt vom Dresdner Orgelbauer Jahn und wurde 1858 geweiht. 1981 wurde sie vom Nentmannsdorfer Siegfried Creuz restauriert. 1880 erfuhr die Kirche eine weitere Renovierung im Innern. Ihre drei Bronzeglocken (eine ältere Glocke trug die Jahreszahl 1563) musste die Kirche in den letzten beiden Weltkriegen jeweils zur Waffenproduktion abgeben. Sie wurden durch Stahlgussglocken ersetzt. 1976 konnte mit den Spenden der 100 Gemeindemitglieder ein neues Bronzegeläut in der Apoldaer Glockengießerei in Auftrag gegeben werden. 2003 feierte die Kirche ihr 250. Jubiläum und wurde aus diesem Anlass außen renoviert.
In Nentmannsdorf (Nr. 35a) wurde 1995 von Norbert Creuz (einem gelernten Porzellanmaler) im Seitengebäude seines Bauernhofes ein Bauernmuseum mit der so genannten „Garagenorgel“ (seit 1978) seines Vaters Siegfried Creuz eröffnet. Nach vorheriger Anmeldung kann man auch eine Hörprobe dieses Instruments erleben. Bis 1989 wurde sie auch zu Konzerten gespielt.
Oberhalb von Gersdorf ist die Gersdorfer Ruine (388 m ü. NN – um das Jahr 1800) zu besichtigen. Diese wurde als künstliche Ruine errichtet und sollte als Jagdunterkunft dienen. Die Ruine gilt als Ausdruck romantischer Naturschwärmerei im beginnenden 19. Jahrhundert.

Ruine von Gersdorf – Radierung von Ludwig Richter um 1820

Besonders die landschaftliche Lage der Gemeinde mit ihren Hügeln und Tälern ist hervorzuheben. Hinzu kommen zwischen Gersdorf, Cotta und Berggießhübel interessante Sandsteinformationen, die Felsenbrücken (399 m ü. NN) und die Zehistaer Wände.

### Kulturelle Höhepunkte und Freizeitaktivitäten
Kultureller Höhepunkt ist das jährlich Anfang August stattfindende Ortsfest in Gersdorf, 1968 begonnen. Das Ortsfest hat dabei immer in Verbindung mit dem Vogelschießen der Freiwilligen Feuerwehr stattgefunden. Erstmals wurde dieses Vogelschießen 1885 veranstaltet.
Seit 1997 veranstaltet der Motorsportclub Bahretal e. V. jährlich die Sachsenmeisterschaft im Auto-Rodeo-Cross auf dem Nentmannsdorfer Weinberg. Bei diesen drei Autorennen pro Jahr treten Teams aus ganz Deutschland gegeneinander an, um den begehrten Titel Sachsenmeister im Auto-Rodeo-Cross zu erringen, der seit 1996 vergeben wird.
Zu einer Tradition soll „Borna singt und musiziert“ werden. Diese Veranstaltung fand 2003 erstmals statt.
Weitere Veranstaltungen werden regelmäßig durch den Heimatverein Borna-Gersdorf e. V. und die Freiwillige Feuerwehr Bahretal (sie entstand aus den Freiwilligen Feuerwehren Borna-Gersdorf, Göppersdorf-Wingendorf, Friedrichswalde-Ottendorf und Nentmannsdorf-Niederseidewitz) organisiert. Auch die Sportvereine und die in der Gemeinde ansässigen Betriebe und Handwerker beteiligen sich regelmäßig an den kulturellen Aktivitäten in den Ortsteilen.
Gelegentlich bildet auch das Schloss Ottendorf die Kulisse für kleinere klassische Konzerte, Lesungen oder Rockkonzerte. Die Jugend, besonders aus Ottendorf und Friedrichswalde, trifft sich im Club am Rückhaltebecken, einer ehemaligen Baubaracke, zum Quatschen, Billard oder Tischtennis spielen oder zum Feiern. Weitere Jugendclubs befinden sich in Borna und Göppersdorf.
Seit dem 1. Januar 2000 hat auch der Landesverband Sachsen der Jeunesses Musicales Deutschland in Niederseidewitz zu seinen Sitz. Die Musikalische Jugend Deutschland, Landesverband Sachsen e. V. versteht sich ebenso wie der Bundesverband als Fachverband für junge Musiker, veranstaltet mehrere Kurse pro Jahr, fördert den internationalen Austausch von jugendlichen Künstlern und ist bei Jugend musiziert engagiert.

### Sport
Seit den 1990er Jahren haben sich mehrere Sportvereine gebildet, die das sportliche Leben der Gemeinde bestimmen, beispielsweise die Volleyballmannschaften des SV Nentmannsdorf e. V. und die Eishockeymannschaft der Borna-Gersdorfer Büffel (1999).
In drei Ortsteilen der Gemeinde bestehen Reiterhöfe.
Der MSC Bahretal e. V. betreibt eine eigene Cross Strecke, auf der regelmäßig Auto-Cross Rennen stattfinden.
Seit 1997 sind in Gersdorf auch die Budo-Kampfkünste vertreten. Im Verein ANSHIN Traditionelles Karate Gersdorf wird dort zweimal in der Woche Karate trainiert.

### Schule
Schulen gab es in den Ortsteilen Friedrichswalde (1555), Gersdorf (1842), Göppersdorf (1806), Nentmannsdorf (1830) und Ottendorf (1548, aber bereits 1419 soll in einem Vertrag der Schulgarten erwähnt worden sein). Die noch existierenden Schulgebäude stammen aus den Jahren 1837 (Nentmannsdorf), 1842 (Gersdorf), 1868 (Göppersdorf) und 1892/93 (Ottendorf).
Bereits in den 1960er und 1970er Jahren gab es eine Konzentration auf die Schule in Gersdorf. Dazu wurde Mitte der 1960er Jahre in Gersdorf ein neues Schulgebäude gebaut. Da dennoch die Raumkapazitäten nicht reichten und einzelne Unterrichtsstunden in den Nachbargemeinden abgehalten werden mussten sowie die Bausubstanz den Erfordernissen eines modernen Unterrichts nicht mehr standhielt, wurde in den 1980er Jahren eine gänzlich neue Schule gebaut. Dieser typische DDR-Plattenbau wurde 1989 eingeweiht. Mit dem Schulgesetz für den Freistaat Sachsen vom 3. Juli 1991 wurden zum Schuljahresbeginn am 1. August 1991 aus der allgemeinbildenden Polytechnischen Oberschule (POS) Borna-Gersdorf die Grund- und die Mittelschule Gersdorf.
Die Gemeinde Bahretal ist wie viele andere nicht vom Rückgang der Geburtenrate und damit der Schülerzahlen verschont geblieben. Somit musste die Grundschule zum 1. August 2001 schließen. Die Beschulung der Grundschüler erfolgt seitdem in der Grundschule in Liebstadt. Seit Juli 2006 ist die Mittelschule auch geschlossen. Die meisten Schüler besuchen nun die Oberschule in Bad Gottleuba. Infolgedessen gibt es morgens und mittags in Gersdorf ein großes Bustreffen, um alle Schüler nach Bad Gottleuba befördern zu können.

### Naturschutz
- Siehe auch: Liste der Naturdenkmale in Bahretal

## Wirtschaft und Verkehr

### Wirtschaft

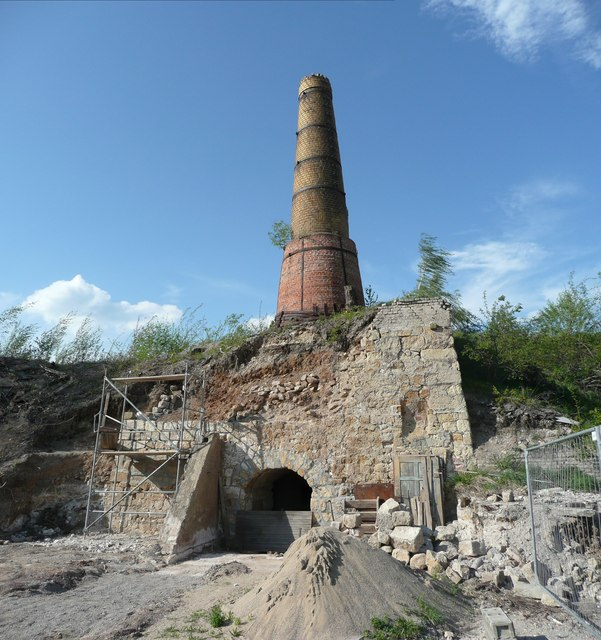
Alter Kalkschachtofen (1926/27) am stillgelegten Kalkwerk Borna

Haupterwerbszweige waren und sind die Landwirtschaft und die Steinbrüche (Marmor, Kalkstein, Diabas oder „Grünstein“, Amphibolit). Mit der endgültigen Schließung des Kalkwerkes Borna (von 1965 bis 2000 prägten die drei Hochöfen das Bild Bornas) im Jahr 2000 fiel ein wesentlicher Arbeitgeber in der Region weg. Zu DDR-Zeiten wurden in Nentmannsdorf noch Fotoapparate repariert. Eine Präzisionssysteme-Firma nutzte das Grundstück später. Sie wanderte aber bald, weil sie nicht erweitern konnte, ins Gewerbegebiet nach Dohna ab. Geblieben sind neben der Landwirtschaft ein Steinbruch in Friedrichswalde, eine Reihe von Dienstleistungs- und Handwerksbetrieben. Im Jahr 2003 hat sich die österreichische Anlagenbau-Firma Zeta neu angesiedelt, die Nentmannsdorf als Ausgangspunkt für ihre Expansion auf den deutschen Markt nutzen will.
Der Steinbruch in Nentmannsdorf wurde 2008 stillgelegt, in ihm wurde Diabas abgebaut. Nun soll er zu einem Taucherzentrum werden.

### Verkehr

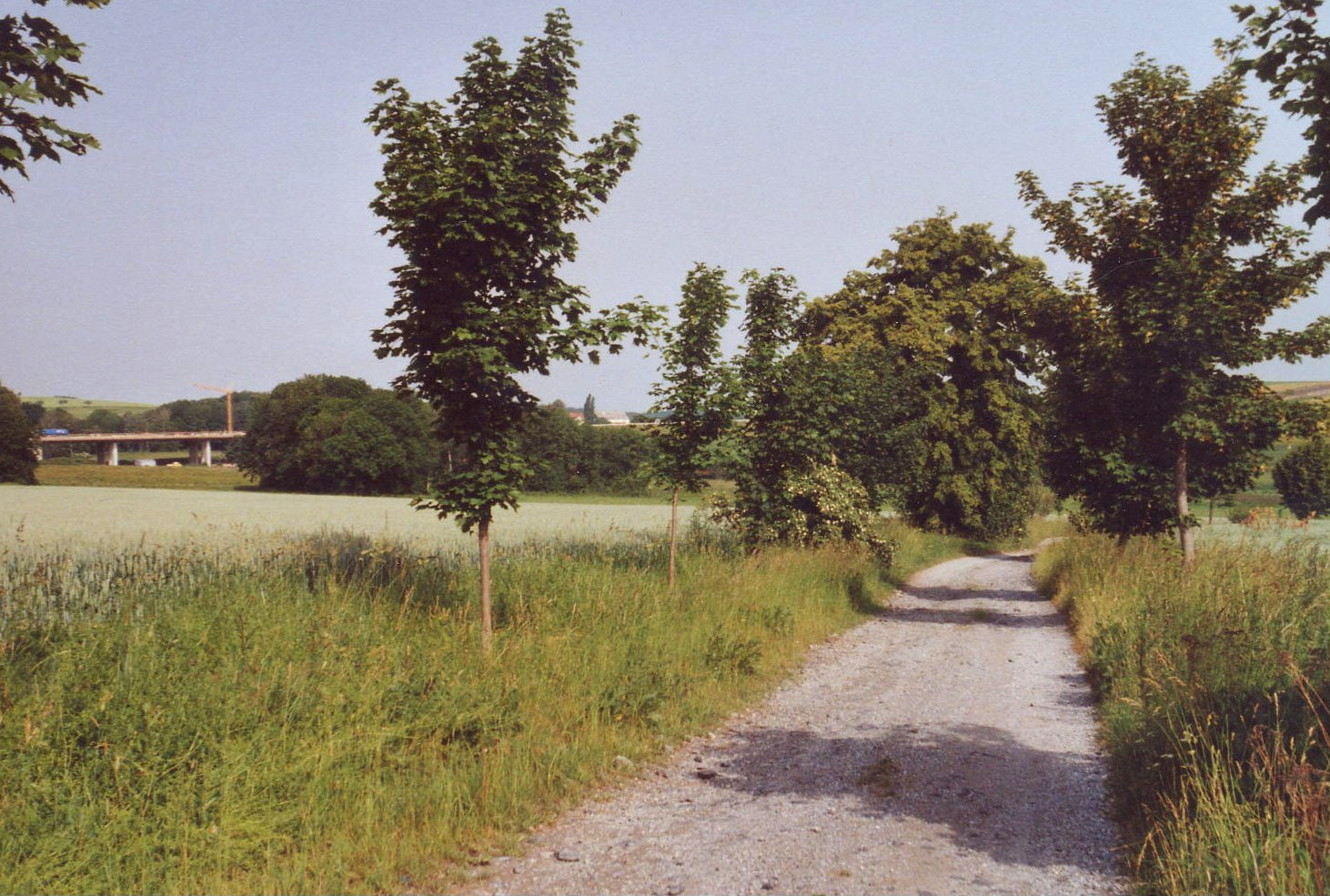
Alte Dresden-Teplitzer Poststraße nahe Göppersdorf

Bahretal liegt an der historischen Alten Dresden-Teplitzer Poststraße. Auf dem Gemeindegebiet befinden sich mehrere Postmeilensäulen: eine rekonstruierte Ganzmeilensäule (1729) am Ehrlichtteich bei Göppersdorf (Originalteil im Schloss Kuckuckstein in Liebstadt), eine restaurierte Halbmeilensäule (1729) zwischen Niederseidewitz und Nentmannsdorf sowie ein originaler Viertelmeilenstein (1729) am Weg vom Seidewitztal nach Niederseidewitz. Zwei nicht mehr vorhandene Viertelmeilensteine bei Borna / Gersdorf und Wingendorf wurden 2012 als Restleistung der DEGES laut Planfeststellungsbeschluss zur Bundesautobahn 17 angefertigt und aufgestellt.
Durch die Gemeinde verlaufen von Pirna her mehrere Staats- und Kreisstraßen. Unter ihnen ist die das östliche Gemeindegebiet streifende S173 als Hauptmagistrale von besonderer Bedeutung. Sie führt von Pirna über Berggießhübel zum Grenzübergang Bahratal und weiter nach Ústí nad Labem (Aussig). Weitere Tangenten führen in den Tälern der Bahre (K8757) und der Seidewitz (S176) sowie auf der Höhe von Pirna-Zuschendorf nach Herbergen (K8760) durch das Gemeindegebiet.

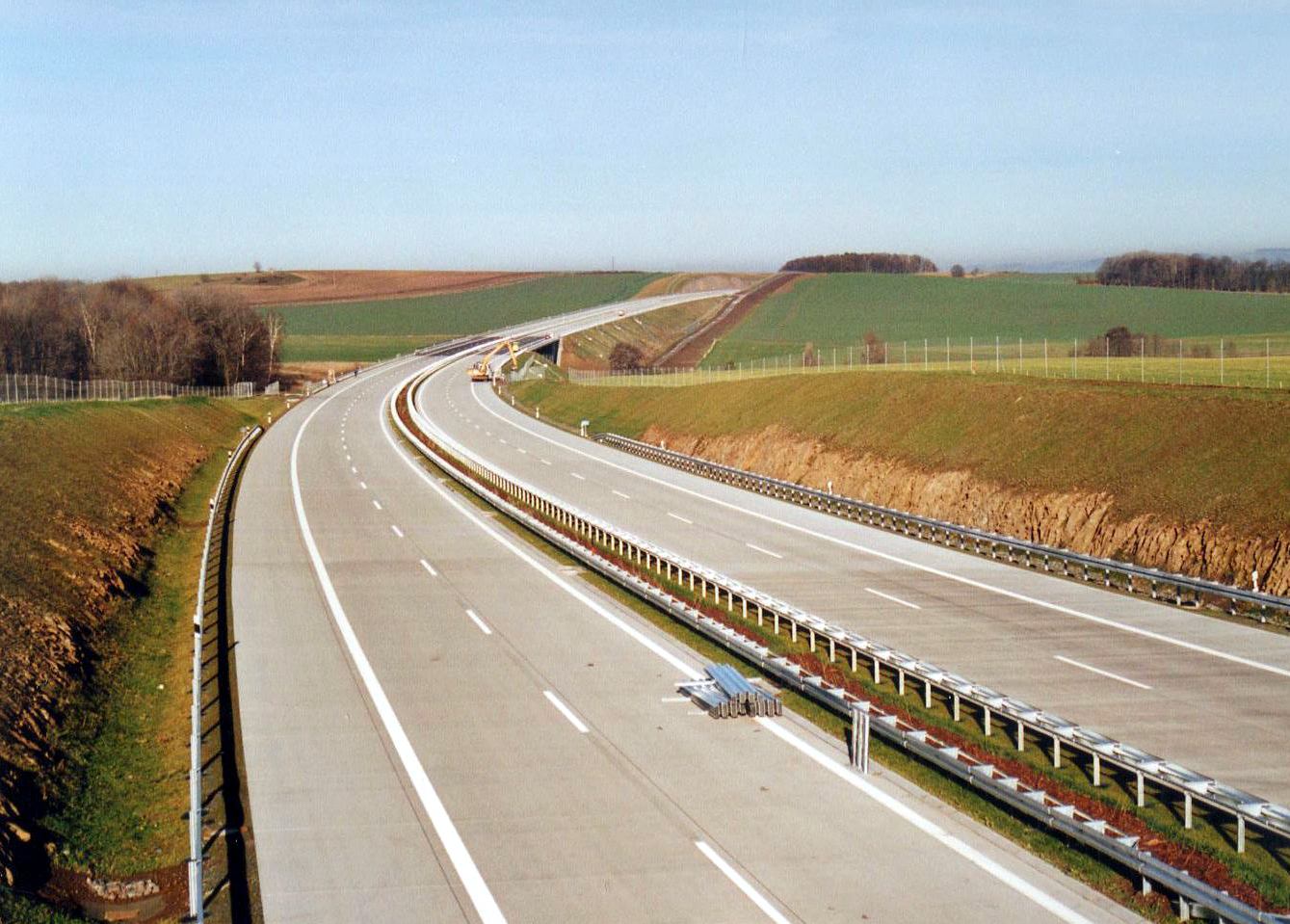
Bundesautobahn 17 nahe Göppersdorf

Beim Bau der Autobahn 17 erhielt die Gemeinde in Höhe der Ortsteile Nentmannsdorf und Friedrichswalde eine Anschlussstelle (AS Bahretal). Die A 17 durchschneidet auf insgesamt 11 km beginnend mit der Seidewitztalbrücke bis nach Börnersdorf das Gemeindegebiet. Außerdem wurde bei dieser Gelegenheit im Dezember 2008 die S170 als 3,7 km lange Neubautrasse von der Anschlussstelle Bahretal bis zur S173 in Cotta fertiggestellt. Die Strecke ist gleichzeitig die Ortsumfahrung der Ortsteile Friedrichswalde und Ottendorf. Kern der etwa 18 Mill. € teuren Strecke ist die 325 m lange Bahretalbrücke, die das Tal der Bahre in einer Höhe von bis 28 m überspannt.
Die Gemeinde wird durch den öffentlichen Nahverkehr des Regionalverkehrs Sächsische Schweiz-Osterzgebirge (RVSOE) mit den Linien von Pirna nach Wingendorf, Berggießhübel, Bad Gottleuba und Liebstadt (zum Teil auch im Zuge des Schülertransportes) erschlossen. Seit Juli 2003 sind jedoch keine Fahrten am Wochenende mehr im Angebot. Der nächste Bahnhof befindet sich in Pirna.